# 上永谷
上永谷（かみながや）は、神奈川県横浜市港南区の町名。上永谷一丁目から六丁目（住居表示実施地区）と、上永谷町（上永谷五丁目から隣接する丸山台を挟んで500mほど南にある住居表示未実施地区）からなる。

## 地理
東西に環状2号が通り、同道の北が1～4丁目、南が5・6丁目となっている。
町の東部で横浜横須賀道路と環状2号が交差するが、インターチェンジは設けられていない。町の南部を市営地下鉄が通り、隣接する丸山台に上永谷駅がある。

### 面積
面積は以下の通りである。
| 丁目・町丁   | 面積（km²） |
| ------------ | ----------- |
| 上永谷一丁目 | 0.231       |
| 上永谷二丁目 | 0.162       |
| 上永谷三丁目 | 0.188       |
| 上永谷四丁目 | 0.184       |
| 上永谷五丁目 | 0.241       |
| 上永谷六丁目 | 0.130       |
| 計           | 1.136       |
|              |             |
| 上永谷町     | 0.292       |

### 地価
住宅地の地価は、2024年（令和6年）1月1日の公示地価によれば、上永谷1-27-3の地点で20万4000円/m²、上永谷3丁目5166番30の地点で145,000円/m²、上永谷6-14-6の地点で185,000円/m²となっている。

## 歴史

### 沿革
- 1889年（明治22年）4月1日 - 相模国鎌倉郡永谷村、上野庭村、下野庭村のそれぞれ全域と、平戸村の飛地が合併して、永野村となった。永野村内には旧村名を承継して4大字(大字永谷、大字上野庭、大字下野庭、大字平戸)が形成された。
- 1936年（昭和11年）10月1日 - 永野村は横浜市に編入、中区の一部となって大字上野庭と大字下野庭が野庭町に、大字永谷は上永谷町と下永谷町になり、下永谷町は大字平戸を編入する。
- 1943年（昭和18年）12月1日 - 分区により南区に編入。
- 1969年（昭和44年）10月1日 - 行政区の再編で新設された港南区に編入された[9]。
- 1972年（昭和47年）6月5日 - 港南区笹下北部地区の住居表示の実施に伴い、笹下町の一部を編入する[9]。
- 1977年（昭和52年）3月6日 - 土地区画整理事業に伴い、一部を野庭町に編入する[10]。
- 1978年（昭和53年）7月31日 - 港南区下永谷第一次地区の住居表示の実施に伴い、一部を東永谷二丁目に編入する[11]。
- 1979年（昭和54年）7月23日 - 港南区上永谷第一次地区の住居表示の実施に伴い、上永谷町・下永谷町・野庭町の各一部から上永谷一丁目〜上永谷六丁目、上永谷町の一部から丸山台一丁目〜丸山台四丁目を新設する[11]。
- 1980年（昭和55年）11月10日 - 戸塚区舞岡南部地区、港南区上永谷第二次地区の住居表示の実施に伴い、上永谷町、下永谷町、戸塚区舞岡町の各一部から日限山一丁目〜四丁目を新設、上永谷町の一部を新設された戸塚区南舞岡一丁目、南舞岡二丁目、南舞岡四丁目に編入する[12]。
- 1990年（平成2年）2月24日 - 土地改良事業に伴い、一部を野庭町に編入する[13]。
- 1990年(平成2年)7月9日 - 港南区下永谷第三次地区の住居表示の実施に伴い、上永谷六丁目の一部が新設された下永谷三丁目に編入される[13]。

上永谷町の残部は、市街化調整区域となっているため現在も住居表示を実施していない。地名の「ナガヤ」は長い谷に由来していると考えられている。

### 町名の変遷
| 実施後       | 実施年月日                | 実施前（各町名ともその一部）         |
| ------------ | ------------------------- | ------------------------------------ |
| 上永谷一丁目 | 1979年（昭和54年）7月23日 | 上永谷町、下永谷町、野庭町（各一部） |
| 上永谷二丁目 | 1979年（昭和54年）7月23日 | 上永谷町、野庭町（各一部）           |
| 上永谷三丁目 | 1979年（昭和54年）7月23日 | 上永谷町、下永谷町（各一部）         |
| 上永谷四丁目 | 1979年（昭和54年）7月23日 | 上永谷町、下永谷町（各一部）         |
| 上永谷五丁目 | 1979年（昭和54年）7月23日 | 上永谷町（一部）                     |
| 上永谷六丁目 | 1979年（昭和54年）7月23日 | 上永谷町、下永谷町（各一部）         |

## 世帯数と人口

### 上永谷
2025年（令和7年）6月30日現在（横浜市発表）の世帯数と人口は以下の通りである。
| 丁目         | 世帯数    | 人口     |
| ------------ | --------- | -------- |
| 上永谷一丁目 | 1,373世帯 | 2,774人  |
| 上永谷二丁目 | 1,209世帯 | 2,247人  |
| 上永谷三丁目 | 1,214世帯 | 2,454人  |
| 上永谷四丁目 | 968世帯   | 2,044人  |
| 上永谷五丁目 | 950世帯   | 2,000人  |
| 上永谷六丁目 | 700世帯   | 1,551人  |
| 計           | 6,414世帯 | 13,070人 |

#### 人口の変遷
国勢調査による人口の推移。
| 年                 | 人口   |
| ------------------ | ------ |
| 1995年（平成7年）  | 14,517 |
| 2000年（平成12年） | 14,764 |
| 2005年（平成17年） | 14,352 |
| 2010年（平成22年） | 14,114 |
| 2015年（平成27年） | 13,819 |
| 2020年（令和2年）  | 13,356 |

#### 世帯数の変遷
国勢調査による世帯数の推移。
| 年                 | 世帯数 |
| ------------------ | ------ |
| 1995年（平成7年）  | 5,091  |
| 2000年（平成12年） | 5,335  |
| 2005年（平成17年） | 5,386  |
| 2010年（平成22年） | 5,644  |
| 2015年（平成27年） | 5,711  |
| 2020年（令和2年）  | 5,864  |

### 上永谷町
2025年（令和7年）6月30日現在（横浜市発表）の世帯数と人口は以下の通りである。
| 町丁     | 世帯数 | 人口  |
| -------- | ------ | ----- |
| 上永谷町 | 65世帯 | 136人 |

#### 人口の変遷
国勢調査による人口の推移。
| 年                 | 人口 |
| ------------------ | ---- |
| 1995年（平成7年）  | 46   |
| 2000年（平成12年） | 51   |
| 2005年（平成17年） | 51   |
| 2010年（平成22年） | 38   |
| 2015年（平成27年） | 38   |
| 2020年（令和2年）  | 83   |

#### 世帯数の変遷
国勢調査による世帯数の推移。
| 年                 | 世帯数 |
| ------------------ | ------ |
| 1995年（平成7年）  | 15     |
| 2000年（平成12年） | 18     |
| 2005年（平成17年） | 18     |
| 2010年（平成22年） | 16     |
| 2015年（平成27年） | 14     |
| 2020年（令和2年）  | 31     |

## 学区
市立小・中学校に通う場合、学区は以下の通りとなる（2024年11月時点）。
| 丁目・町丁   | 番地                                  | 小学校               | 中学校               |
| ------------ | ------------------------------------- | -------------------- | -------------------- |
| 上永谷一丁目 | 全域                                  | 横浜市立相武山小学校 | 横浜市立東永谷中学校 |
| 上永谷二丁目 | 11番1号                               | 横浜市立丸山台小学校 | 横浜市立丸山台中学校 |
| 上永谷二丁目 | 1〜10番 11番2号〜22番                 | 横浜市立永野小学校   | 横浜市立上永谷中学校 |
| 上永谷三丁目 | 全域                                  | 横浜市立永野小学校   | 横浜市立上永谷中学校 |
| 上永谷四丁目 | 全域                                  | 横浜市立永野小学校   | 横浜市立上永谷中学校 |
| 上永谷五丁目 | 全域                                  | 横浜市立永野小学校   | 横浜市立上永谷中学校 |
| 上永谷六丁目 | 1番〜16番11号 16番26号 16番28号〜17番 | 横浜市立永野小学校   | 横浜市立上永谷中学校 |
| 上永谷六丁目 | 16番12〜25号 16番27号                 | 横浜市立日限山小学校 | 横浜市立日限山中学校 |
| 上永谷町     | 4345〜4783番地 4816〜4830番地         | 横浜市立日限山小学校 | 横浜市立日限山中学校 |
| 上永谷町     | 4784〜4815番地 4831〜4838番地         | 横浜市立丸山台小学校 | 横浜市立丸山台中学校 |

## 事業所
2021年（令和3年）現在の経済センサス調査による事業所数と従業員数は以下の通りである。
| 丁目         | 事業所数  | 従業員数 |
| ------------ | --------- | -------- |
| 上永谷一丁目 | 64事業所  | 493人    |
| 上永谷二丁目 | 69事業所  | 402人    |
| 上永谷三丁目 | 31事業所  | 178人    |
| 上永谷四丁目 | 31事業所  | 207人    |
| 上永谷五丁目 | 26事業所  | 159人    |
| 上永谷六丁目 | 18事業所  | 111人    |
| 計           | 239事業所 | 1,550人  |
|              |           |          |
| 上永谷町     | 11事業所  | 66人     |

### 事業者数の変遷
経済センサスによる事業所数の推移。なお、上永谷と上永谷町の合算数とする。
| 年                 | 事業者数 |
| ------------------ | -------- |
| 2016年（平成28年） | 240      |
| 2021年（令和3年）  | 250      |

### 従業員数の変遷
経済センサスによる従業員数の推移。なお、上永谷と上永谷町の合算数とする。
| 年                 | 従業員数 |
| ------------------ | -------- |
| 2016年（平成28年） | 1,455    |
| 2021年（令和3年）  | 1,616    |

## 施設
- 永谷天満宮
- 貞昌院

## その他

### 日本郵便
- 集配担当する郵便局と郵便番号は以下の通りである[24]。

| 町丁     | 郵便番号 | 郵便局     |
| -------- | -------- | ---------- |
| 上永谷   | 233-0012 | 港南郵便局 |
| 上永谷町 | 233-0014 | 港南郵便局 |

### 警察
町内の警察の管轄区域は以下の通りである。
| 丁目         | 番・番地等 | 警察署     | 交番・駐在所   |
| ------------ | ---------- | ---------- | -------------- |
| 上永谷一丁目 | 全域       | 港南警察署 | 上永谷駅前交番 |
| 上永谷二丁目 | 全域       | 港南警察署 | 上永谷駅前交番 |
| 上永谷三丁目 | 全域       | 港南警察署 | 上永谷駅前交番 |
| 上永谷四丁目 | 全域       | 港南警察署 | 上永谷駅前交番 |
| 上永谷五丁目 | 全域       | 港南警察署 | 上永谷駅前交番 |
| 上永谷六丁目 | 全域       | 港南警察署 | 上永谷駅前交番 |
| 上永谷町     | 全域       | 港南警察署 | 日限山駐在所   |